# Бочкин, Андрей Ефимович
Андрей Ефимович Бочкин (30 октября 1906, д. Иевлево, Тверская губерния — 16 октября 1979, Москва) — гидростроитель, военный инженер, Герой Социалистического Труда (1960), лауреат Ленинской премии (1973), заслуженный строитель РСФСР (1966).

## Биография

### Ранние годы
Родился в крестьянской семье, был одиннадцатым, последним ребёнком.
В 1917 г. окончил четырёхлетнюю церковно-приходскую школу в с. Ильгощи І ступени.
1923 г. — учёба в школе II ступени с. Ильгощи, далее — в Киверичах, Михайлово-Прудовом.
С 1929 г. обучался в Московском институте водного хозяйства и мелиорации на гидротехническом факультете. В 1933 г. проходил учебную производственную практику на ДнепроГЭСе.

### Предвоенные годы
С 17 лет вёл активную пропагандистскую работу, работал в укоме комсомола в Твери, в редакции газет «Тверская правда» и «Тверская деревня», в агропромышленном отделе Тверского горкома РКП(б).
В 1927—1928 годах секретарь парткома текстильной фабрики в В. Волочке. В период коллективизации по партийному призыву участвовал в создании первых колхозов в Западной Сибири (1928—1929, 1934—1935). С 1936 г. по личной просьбе переведён на строительство никелевого комбината г. Орска Оренбургской области, где был секретарём парткома Никельстроя, а затем старшим прорабом строительства железной дороги Никель — Аккермановка.
1937—1940 гг. — начальник и главный инженер строительства Бузулукской ирригационной системы (Домашкинская и Лабазинская плотины) и Кутулукской плотины в Оренбургской области.
1940—1941 гг. — начальник Главводхоза Наркомата сельского хозяйства СССР (курировал строительство Ферганского и Невинномысского каналов, Уч-Курганского водохранилища).

### Великая Отечественная война
1941—1942 гг. — слушатель Военно-инженерной академии имени В. В. Куйбышева.
Март 1942 — 1945 г. — майор инженерных войск, Карельский и 2-й Белорусский фронты: бригадный инженер 85 бригады морской пехоты 215 стрелковой дивизии; корпусный инженер 312 стрелкового корпуса. Был ранен, контужен.
В 1942 году за 8 км от передовой для нужд армии построил свою первую миниГЭС. Участвовал в боях за освобождение Польши, Дании, Германии.
Войну закончил в звании подполковника.

### Послевоенные годы
1945—1949 гг. — начальник строительства Невинномысского канала и Свистухинской ГЭС в Ставропольском крае.
1950—1953 гг. — начальник Главного управления строительства Южно-Украинского и Северо-Крымского каналов.
1953—1959 гг. — начальник «АнгараГЭСстроя» по строительству Иркутской ГЭС.
1959 г., 10 декабря — начальник Управления строительства «КрасноярскГЭСстрой».
С началом управления строительством принял ряд кардинальных для КрасноярскГЭС решений:
1. отказ от облегченного, арочного типа построения плотины и принятие тяжелого, гравитационно-монолитного типа;
2. отказ от «непрерывного» метода укладки бетона в тело плотины и возведение классическим безэстакадным методом, что обеспечило надежность сооружений;
3. изменение генерального плана строительства г. Дивногорска;
4. перекрытие Енисея в зимних условиях, во время минимального водного потока:

1963 г., 25 марта — впервые в зимних условиях за 6,5 часа перекрыта самая полноводная река России — Енисей.
В период максимума работы количество человек на строительстве Красноярской ГЭС вместе с субподрядными организациями составляло более 21000 человек.
1971 г. — освобожден от обязанностей начальника КрасноярскГЭСстроя.
За свою жизнь строил 10 гидросооружений: ДнепроГЭС, Домашкинская плотина, Лабазинская плотина, Кутулукская плотина, Невинномысский канал и Свистухинская ГЭС, Южно-Украинский канал, Северо-Крымский канал, Иркутская ГЭС, Красноярская ГЭС, консультировал — Саяно-Шушенская ГЭС.

### Смерть
Умер в Москве 16 октября 1979 года. Похоронен на Ваганьковском кладбище (21 уч.).

### Семья
Жена - Бочкина Варвара Фёдоровна (1902—1975). Две дочери (Валентина, Надежда (1948)).

## Награды и звания
- Герой Социалистического Труда, золотая медаль «Серп и Молот» (11 января 1960 года) — за внедрение новых прогрессивных методов труда и достигнутые успехи при сооружении Иркутской ГЭС, Указом Президиума Верховного Совета СССР.
- Заслуженный строитель РСФСР (1966).
- Орден Трудового Красного Знамени (1966).
- Ленинская премия в области науки и техники (1973 г.) — за создание Красноярской ГЭС, решением ЦК КПСС и Совета Министров СССР
- Почётный энергетик СССР (1976)
- четыре ордена Ленина (07.02.1949, 11.01.1960, …)
- орден Красного знамени
- орден Отечественной войны I степени
- орден Отечественной войны II степени
- медали
- 1971 г, 13 июля — присвоено звание «Почётный гражданин г. Дивногорска».
- 1975 г., 26 мая — приказом по Управлению основных сооружений строительства Саяно-Шушенской ГЭС Бочкин А. Е. зачислен почётным плотником-бетонщиком в комсомольско-молодёжную бригаду С. Коленкова (по 1986 год)

## Память
- 1980 г. — в г. Дивногорске улица Центральная переименована в улицу имени А. Е. Бочкина.
- 1996 г. — в г. Иркутске улица Огни Коммунизма переименована в улицу Бочкина.
- 2006 г. — в г. Дивногорске ПТУ № 42, по инициативе коллектива, присвоено имя гидростроителя А. Е. Бочкина, в честь его 100-летия со дня рождения.
- 2008 г., 2 февраля — в г. Дивногорске открыт бронзовый памятник А. Е. Бочкину, скульптор Ю. Ишханов.
- 2015 г. — в г. Дивногорске МАОУ гимназия №10 переименована в МАОУ гимназия № 10 имени А.Е. Бочкина

## Документальные фильмы
- Андрей Бочкин. Гидростроитель коммунизма // Сериал «Генералы в штатском». Цикл документальных фильмов (Россия, 2010)

## Художественные произведения, где прототипом героя выступал А. Е. Бочкин
- Полевой Б. Н. На диком бреге. — М.: Советский писатель, 1963. — 614 с.
- Таурин Ф. Н. Ангара. — М.: Советский писатель, 1961. — 576 с.
- Твардовский А. Т. За далью — даль // Стихотворения. Поэмы. — М.: БВЛ, 1971. — 688 с.

## Художественные фильмы, где прототипом героя выступал А. Е. Бочкин
- «На диком бреге», СССР, 1966 г.
- «Формула света», Мосфильм, 1982 г.